# Lophobrachydesmus jubatus
Lophobrachydesmus jubatus är en mångfotingart som beskrevs av Carl Graf Attems 1907. Lophobrachydesmus jubatus ingår i släktet Lophobrachydesmus och familjen plattdubbelfotingar. Inga underarter finns listade i Catalogue of Life.